# عقدة الأفاعي
عقدة الأفاعي هي رواية بقلم فرانسوا مورياك الفائز بجائزة نوبل،نُشرت عام 1932 .
الجزء الأول يتكون من الرسالة التي كتبها لويس إلى زوجته،وهي الرسالة التي كان يُفترض أن تعثر عليها بعد وفاته ضمن أوراقه (ما يُعرف بـ «الأوراق الرسمية»). ومع ذلك، وبشكل غير متوقع، تموت زوجته قبله، فيواصل لويس الكتابة، مما يجعل مما يكتبه أشبه بمذكّرات يومية. وبالإضافة إلى استحضاره لذكرياته، يروي الخطوات المختلفة التي قام بها، والتي تهدف كلها إلى تنفيذ خطته، وهي حرمان عائلته المباشرة من الميراث لصالح ابنه روبرت، المولود من علاقة خارج إطار الزواج.
تُختتم هذه الرواية، بعد وفاة لويس، بتبادل رسائل قصير بين أوبير وجنيفيف، وهما طفلاه، وجانين، ابنة الأخيرة. جانين وحدها من تؤمن بتحول جدها الروحي، في حين يراه أولاده أقرب إلى حافة الجنون.

## ملخص
«عقدة الأفاعي» هي اعتراف على شكل رسائل يكتبه لويس، المحامي السابق البالغ من العمر ثمانية وستين عامًا، والذي يُقدَّم في الرواية كعجوز طاعن في السن. يرى أن عائلته – زوجته وأطفاله وأحفاده – تحوم من حوله بانتظار وراثة الثروة التي جمعها طوال حياته. يشعر أن هذه "الزمرة" لا هدف لها سوى الاستيلاء على ما تمكن من تحقيقه، دون أن تمنحه قط القليل من ذاك الحب الذي يعتقد أنه غير قادر على إلهامه.يريد إذًا أن ينتقم من عائلته بحرمانهم من الميراث. لكن زوجته تموت قبله، ومنذ ذلك الحين، تبدأ رؤيته للأمور في التغيّر العميق.إنها لحظة محورية في الرواية، حيث يتحوّل الغضب والرغبة في الانتقام إلى نوع من التأمل الداخلي والتبدّل الهادئ.في هذا الاعتراف، يتحدث لويس عن قصته مع زوجته إيزا، وعن والدته التي كان يكرهها لأنها كانت تحبه بشكل مفرط، وكذلك عن الإهانات والمضايقات التي تعرض لها في مراحل مختلفة من حياته. كان يسعى للانتقام من نقص الحب الذي تلقاه من زوجته وأطفاله، جنيفيف وأوبير. لديه ابن غير شرعي في باريس يُدعى روبرت، كان يخطط سرًا لأن يجعله وريثه الوحيد، لكن خطته السرية تُفضَح بواسطة روبرت نفسه. لويس رجل معذّب نفسيًا، يتطور تدريجيًا ليُدرك أنه قادر على أن يحب. لم يتمكن لويس من إنهاء رسالته، التي تجاوزت المئة صفحة، لأنه توفي أثناء كتابة الكلمة الأخيرة: "يُحِبّ.".في الإشعار الموجه للقارئ، يكتب مورياك: "لا، لم يكن المال ما يُقدّره هذا البخيل، ولم يكن الانتقام ما يتوق إليه هذا الرجل الغاضب. ستعرفون حقيقة حبه إذا امتلكتم القوة والشجاعة لسماعه حتى آخر اعتراف يقطعه الموت...»

## معنى العنوان
يشير الكاتب، من خلال لسان الراوي، إلى «عقدة الأفاعي» ثلاث مرات في العمل.
- لأول مرة (في الفصل الحادي عشر)، يُستخدم تعبير "عقدة الأفاعي" للإشارة إلى قلبه وكل الأحقاد والدناءات التي يحتويها: «أعرف قلبي، هذا القلب، هذه عقدة الأفاعي: مخنوق تحتها، مشبع بالسمّ، ومع ذلك لا يزال ينبض تحت الزحف. هذه العقدة من الأفاعي التي يستحيل فكّها، ويجب أن تُقطع بضربة سكين واحدة [...]».[1]
- في المرة الثانية (الفصل الثالث عشر)، تُستخدم الصورة لوصف عائلته plutôt. وتأتيه هذه الفكرة عندما يرى الكراسي في الحديقة، فارغة، حيث كانت عائلته (أبناؤه، وأصهاره، وأحفاده) تتآمر عليه: «في مساء من التواضع، شبّهت قلبي بعقدة أفاعٍ. لا، لا: عقدة الأفاعي خارج عني؛ لقد خرجت مني، وكانت تلتف تلك الليلة، مكوّنة هذا الحَلَقة البشعة أسفل عتبة المنزل، ولا تزال الأرض تحمل آثارها.»
- الإشارة الثالثة (في الفصل الثامن عشر) ترتبط بتحوّل لويس الروحي: إذ يدرك أنه يمكن أن يكون أكثر من مجرد "عش الأفاعي"، وأن هناك في داخله رجلاً قادرًا على الحب والمغفرة: «كنت أشعر، أرى، ألمس جرمي. لم يكن محصورًا فقط في ذاك العش البشع من الأفاعي: كراهية أولادي، الرغبة في الانتقام، حب المال؛ بل في رفضي للبحث فيما وراء تلك الأفاعي المتشابكة. كنت متمسكًا بتلك العقدة الدنسة كما لو كانت قلبي ذاته [...]»."ومن خلال هذا الإدراك، يفهم أيضًا أنه من الحكمة ألّا يكتفي بالحكم من خلال المظاهر، سواء فيما يخص نفسه أو الآخرين. وحين يُدرك أن الحب في متناول يده—حب الذات وحب الآخرين—«تنفك في النهاية عقدة الأفاعي» (الفصل الثامن عشر). ويبقى السؤال: هل سيستطيع الآخرون أن يروا هذا التحوّل؟ هل سيتمكنون من الاعتراف بتغيره، بعد كل تلك السنوات من الكراهية والشك؟

## المواضيع التي تمت مناقشتها
المواضيع الرئيسية للعمل:
- المال: الشخصية الرئيسية رجل غني، غيور وبخيل، وتقوم زوجته وأبناؤه بالتآمر عليه لضمان حصولهم على إرثه. ومن الصفحات الأولى، نلاحظ لعبة "القط والفأر" التي تدور حول هذا الموضوع. العلاقات الزوجية والأسرية: لقد كان هذا الزواج تعيسًا؛ إذ شعر البطل بأنه مكروه ومهجور من قبل زوجته بعد فترة وجيزة من زواجهما، وزاد ذلك الشعور مع قدوم الأطفال. فقد جعلت زوجته الأطفال في صفّها، الأمر الذي جعله يشعر بالوحدة والاختناق بأحكام واحتقار عائلته له طيلة حياته، وذلك رغم نجاحاته المهنية الكبيرة كمحامٍ.
- التزمت الديني والشعور الديني: إن زوجة لويس، إيزا، متدينة بعمق، في حين أن لويس لا يؤمن بالدين. ومع ذلك، لا يتوانى عن مواجهتها بتناقضات سلوكها، مثل تقديم الصدقة لـ"فقرائها" في الوقت الذي تدفع فيه أجورًا زهيدة لعاملات المنزل.
- الخلاص: بعد أن ألقى لويس نظرة صادقة وصارمة على ذاته، يدرك المعنى الحقيقي للدين – ذاك المعنى الذي غاب عن زوجته المتزمتة دينيًا. إنه السلام الداخلي الذي ينشأ من التخلي عن الشهوات الحزينة والتعلّق بالماديات، وذلك من خلال الاعتراف بأن الإنسان، في جوهره، جدير بالمحبة.

## الشخصيات
- لويس: المحامي ، هو بطل الرواية ومؤلف الاعتراف.
- إيزابيل (ولدت باسم فوندودج):زوجة لويس.
- أبناء لويس وإيزا:
  - متزوج:ابنة لويس المفضلة، التي ماتت بسبب التيفوس في سن العاشرة.
  - هوبيرت، متزوج من أوليمب وأب لعائلة.
  - جينفييف، متزوجة من ألفريد وأم جانين.
- ألفريد: زوج جينيفيف.
- أوليمبوس:زوجة هيوبرت.
- جانين: ابنة جينيفيف وألفريد، متزوجة من فيلي.
- فيلي: زوج جانين.
- والدة لويس: يشعر لويس أحيانًا بالخجل من أصوله المتواضعة، مقارنة بالأصل "البرجوازي الرفيع" لعائلة زوجته.
- عائلة فوندواديج، والدا إيزا: كانا يعتقدان دومًا أن ابنتهما "لا يمكن تزويجها"، ليس فقط لأن شقيقيها توفّيا بمرض السلّ، ولكن بشكل خاص لأنها كانت قد مرّت بـ"علاقة غرامية" سابقة مع رجل يُدعى رودولف.
- روبرت: هو الابن غير الشرعي للوي، ويقيم في باريس. يرغب والده سرًا في أن يجعله وريثه الوحيد.
- مارينيت (واسمها الحقيقي ماري-لويز): شقيقة إيزا. توفيت في عام 1900 أثناء ولادتها لابنها لوك.
- البارون فيليبو: زوج مارينيت (ماري-لويز)، وكان أكبر منها بكثير في السن. توفي بسبب الشيخوخة، وكان قد وعدها بأن يورّثها ثروته بشرط ألا تتزوّج من بعده.
- لوك: ابن مارينيت، توفي في الحرب.
- الأب أردوان: يُعلّم التعليم المسيحي (الكاتيشيز) لأبناء لويس وإيزا.
- رودولف: الحب الضائع لإيزابيل.

## اقتباسات من الرواية
"أنا الرجل الذي لن تحبه امرأة." تعبير موجع عن شعور لويس بالنبذ العاطفي، واعتقاده الراسخ بأنه غير جدير بالحب، مما يُفسر الكثير من سلوكه العدائي تجاه أسرته.

 "الذين كان ينبغي أن أحبهم ماتوا، ومات الذين كان يمكن أن يحبوني. وأما الباقون فلا يسعفني الوقت ولا القوة على محاولة الذهاب إليهم واكتشافهم." لحظة اعتراف متأخرة بالندم، تكشف عن عزلة روحية عميقة ووعي مفاجئ بفوات الأوان.
"الرداء الأسود الذي كنتِ ترتدينه لم يكن حدادًا عليّ، بل على الحب الذي لم تعرفيه معي." وصف شاعري لحالة زوجته إيزا، يعكس إدراكه المتأخر لبرود العلاقة التي جمعت بينهما.
"لقد قضيت ستين عامًا في بناء هذا الشيخ الذي يموت حقدًا." اعتراف صادم بأن حياته كانت مشروعًا طويلًا لتكريس الكراهية، وأن الشيخوخة ليست إلا حصيلة هذا البناء الداخلي.

 "يا رب... يا رب... إن تكن موجودًا!" صرخة روحية في لحظة انهيار، تكشف عن بحث متأخر عن الإيمان والخلاص.

## التكيف
تمت تكييف الرواية مرتين للتلفزيون.:
- 1971: الكتب المائة: عش الأفعى بقلم سيرج مواتي؛
- 1980: عقدة الأفعى بقلم جاك تريبوتا .